# ویژخووو (استان پومرانی)
ویژخووو (به لاتین: Wierzchowo) یک روستا در لهستان است که در گمینا چووخوو واقع شده‌است. ویژخووو ۳۳۱ نفر جمعیت دارد.